# Mariä Schmerzen (Altenhof)
Die römisch-katholische Filialkirche Mariä Schmerzen im oberfränkischen Altenhof, einem Ortsteil von Weitramsdorf im Landkreis Coburg wurde im Jahr 1779 erbaut. Die Kirche gehört zur Pfarrei Neundorf.

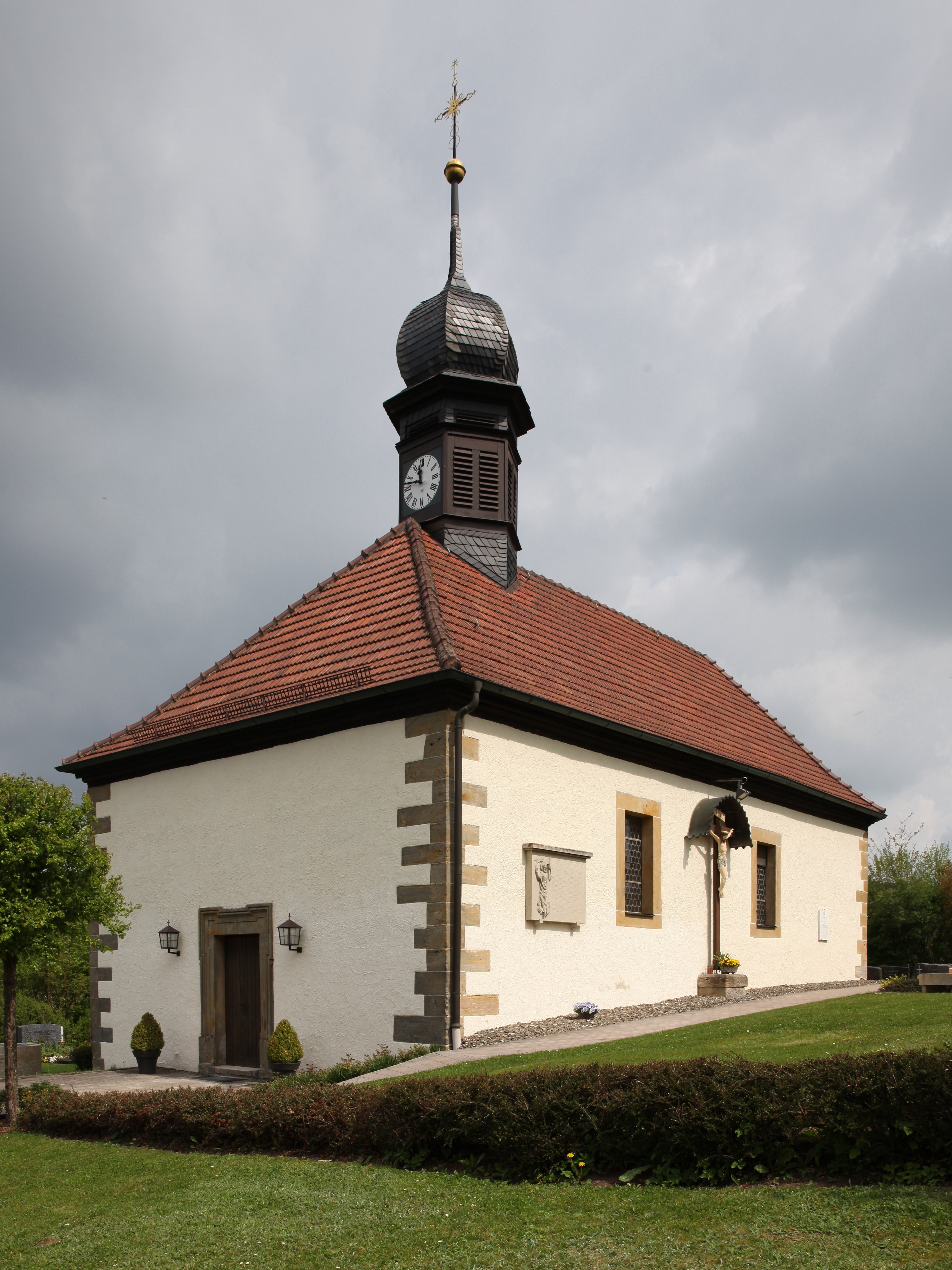
Römisch-katholische Filialkirche Mariä Schmerzen in Altenhof

## Geschichte
Eine mittelalterliche Wegkapelle stand an einer alten Straße, die Coburg über das Krebsbachtal mit Tambach und Königsberg verband. Im Jahr 1779 wurde ein Ersatzneubau errichtet, nachdem die Kapelle wenige Jahre zuvor abgebrannt war. Die Kirche trägt das Patrozinium der Mariä Schmerzen. 1840 wurde ein Altar im Bamberger Dom ersteigert. 1902 stellte die Firma Bittner eine Orgel auf und 1917 führte die Staffelsteiner Firma Stengel die erste Innenrenovierung durch. Im Jahr 1923 installierte die Firma Saam aus Themar eine Turmuhr und vier Jahre später ließ die Gemeinde einen Friedhof um die Kirche anlegen. 1930 wurde der Altar mit einer Relieftafel mit der Krönung Mariens und mit einem Tabernakel der Bamberger Firma Mayer ausgestattet.
1955 wurden eine Außen- und 1978 eine weitere Innenrenovierung durchgeführt. Im Jahr 2003 folgten Renovierungen und Instandsetzungsarbeiten des Turms und der Außenwände. 2006/2007 veranlasste die Gemeinde eine umfangreiche Generalrenovierung, die rund 250.000 Euro kostete. Die Arbeiten umfassten auch die Freilegung von wiederentdeckten Wand- und Deckenmalereien des 19. Jahrhunderts. Außerdem erfolgte eine Neugestaltung des Altarraumes mit einem neuen Altar. Die Arbeiten wurden mit einer Altarweihe am 7. Juni 2007 durch den Weihbischof Werner Radspieler abgeschlossen. Unter dem Altar wurden Reliquien der heiligen Märtyrer Amanda und Theodor beigesetzt.

## Beschreibung

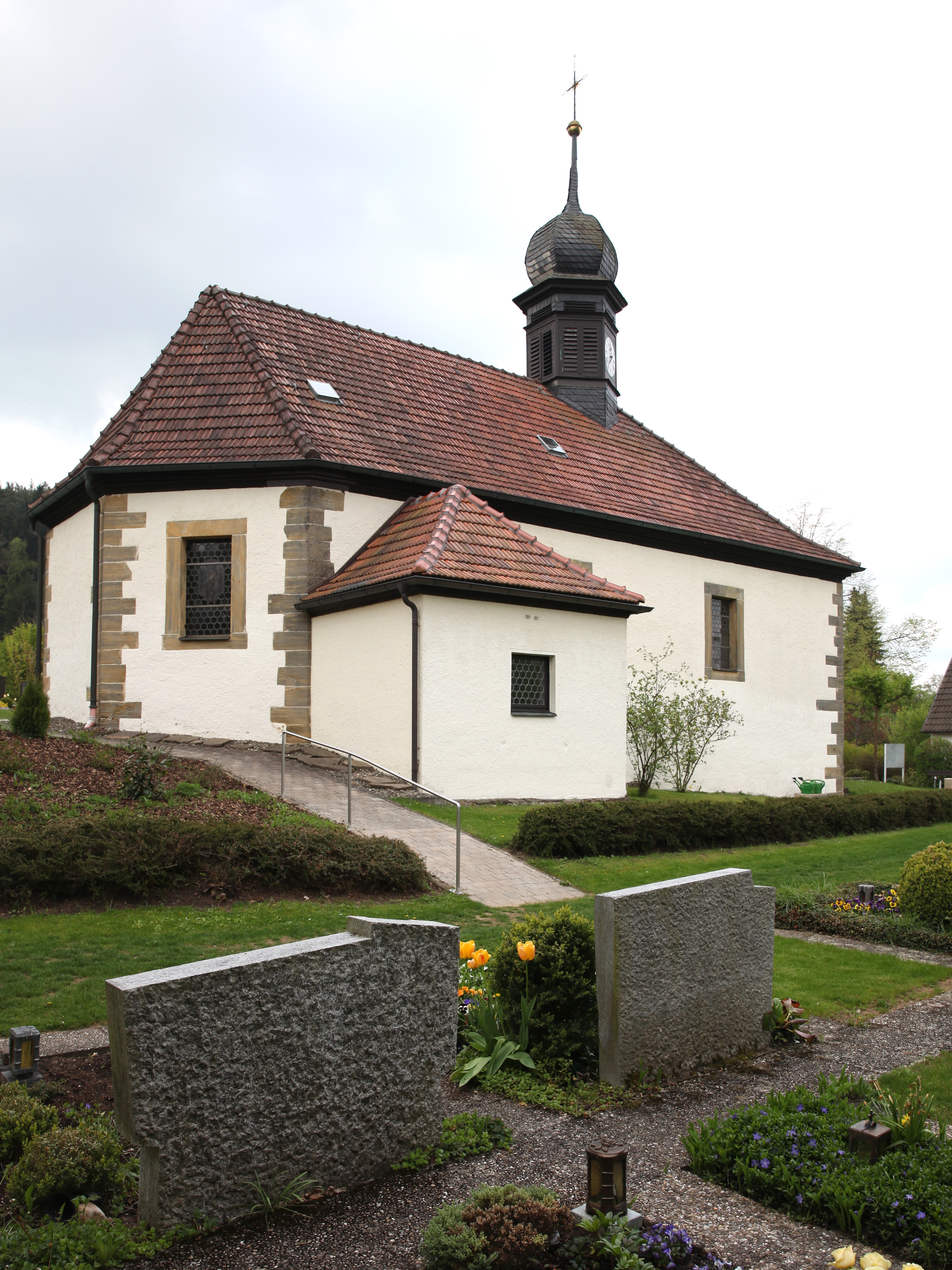
Nordseite mit Sakristei

Die kleine, barocke Kirche steht an einem Hang oberhalb eines Tals mit der Mündung des Güßbaches in den Tambach.
Es ist ein einfacher, rechteckiger und östlich im Bereich des Altars zu drei Seiten abgeschrägter Saalbau. Der westlich auf einem Walmdach angeordnete achtseitige Dachreiter ist verschiefert und hat eine Zwiebelkuppel. An der Nordseite ist eine kleine Sakristei angebaut. An der Nord-, Ost- und Südseite sind jeweils drei rechteckige Fenster vorhanden. Den 15 Meter langen, 7 Meter breiten und 5 Meter hohen Innenraum überspannt eine hölzerne Flachdecke. Etwa 140 Sitzplätze sind vorhanden.
Über dem Tabernakel befindet sich eine geschnitzte Relieftafel des späten Mittelalters, wohl nach 1500, mit einer Darstellung der Marienkrönung mit barocker Fassung. Darüber sind ein Engel mit der Abtsmitra von Kloster Langheim und seitlich Anbetungsengel dargestellt. Außerdem befindet sich über dem Eingang der Sakristei ein kleines, barockes Vesperbild aus dem späten 18. Jahrhundert.
Im Dachreiter hängen zwei Bronzeglocken. Die ältere wurde 1794 gegossen, die jüngere stammt aus dem Jahr 1957.

## Orgel
Im Jahr 1902 erbaute die Eichstätter Firma Bittner die Orgel als Opus 95 auf der Westempore mit fünf Registern auf einem Manual und Pedal. 2011 restaurierte die Orgelwerkstatt Christian Scheffler aus Sieversdorf das Instrument.
Das kastenförmige Neurenaissance-Orgelgehäuse hat einen dreiteiligen Prospekt mit Rundbogenfeldern, die durch Pilaster mit ionischen Kapitellen getrennt sind. Den oberen Abschluss bildet ein waagrecht durchgezogenes Kranzgesims. Über dem Mittelfeld befindet sich ein Engelskopf mit einer Abtsmitra. Vermutlich stammt er von einer Vorgängerorgel und deutet auf die ehemalige Zugehörigkeit zum benachbarten Klosterhof Tambach. Der Spieltisch ist seitlich angeordnet.